# Aspila acesias
Aspila acesias là một loài bướm đêm trong họ Noctuidae.